# Thomas Mann
Thomas Mann (Lübeck, 6. lipnja 1875. – Zürich, 12. kolovoza 1955.), njemački književnik.

## Životopis
Paul Thomas Mann je autor koji se svojim stvaralaštvom javlja krajem 19. stoljeća da bi svojom fikcionalnom prozom obilježio književnu produkciju kako njemačkog govornog područja tako i književno stvaralaštvo šireg, europskog književnog kruga u prvoj polovici 20. stoljeća.
Svoj prvi značajniji proboj u književne krugove Thomas Mann bilježi objavljivanjem pripovijetke Gefallen 1894. godine da bi 1898. godine uslijedilo objavljivanje i njegove prve zbirke pripovjedaka Der Kleine Herr Friedemann. Novellen. U to doba intenzivno radi i na svojem prvom romanu Buddenbrooks. Verfall einer Familie koji objavljuje 1901. godine. Nakon rada na tom romanu započinje s dugogodišnjim prikupljanjem i oblikovanjem materijala za svoje duže pripovijetke Tonio Kröger i Tristan, kao i za dramu Fiorenza, a 1903. godine objavljuje i svoju drugu zbirku pripovijetki pod naslovom Tristan. Sechs Novellen.
1905. godine Thomas Mann zasniva obitelj, oženivši Katharinu Pringsheim, djevojku iz ugledne i bogate münchenske židovske obitelji, s kojom će imati šestero djece. U Mannovu životu nakon ženidbe slijedi razdoblje koje će sve do 1914. godine obilježavati njegova, naposljetku i uspješna, nastojanja da se situira i u građanskom životu. Riječ je o razdoblju relativne slave i blagostanja, s nizom gostovanja na kojima čita iz svojih djela, odlascima u lječilišta i na odmore tako da je, izuzme li se željeznička nesreća, koju je bez većih posljedica preživio 1906. godine, ovo razdoblje bilo razdoblje bez upadljivih izvanjskih događaja. To, međutim, ne znači da Mann zanemaruje svoju spisateljsku djelatnost, naprotiv, u to doba dovršava svoj jedini izlet u dramsko stvaralaštvo, dramu Fiorenza, nadalje piše svoj drugi duži roman Königliche Hoheit, kao i niz kraćih pripovjednih tekstova poput primjerice Schwere Stunde, Wälsungenblut i Smrt u Veneciji. To razdoblje ujedno obilježava i Mannova sve veća esejistička produkcija unutar koje je potrebno izdvojiti dva priloga, Ein Nachwort i Bilse und ich, kao njegove najvažnije poetske samorefleksije u njegovu ranom razdoblju u kojima poduzima ozbiljne pokušaje elaboracije svoje umjetničke pozicije.
Izbijanjem Prvog svjetskog rata Thomas Mann se svojom esejističkom produkcijom pridružuje nacionalom valu oduševljenja ratom, pri čemu vrhunac njegovog nacionalno-konzervativnog političkog stava predstavlja po završetku rata objavljena zbirka esejističko-političkih priloga pod naslovom Betrachtungen eines Unpolitischen. No Mann takav politički stav odbacuje u doba Weimarske Republike te se postupno priklanja demokratskim političkim uvjerenjima, što ga dovodi u sukob sa sve snažnijim nacionalsocijalističkim pokretom, da bi početkom tridesetih godina postao ogorčeni protivnik nacionalsocijalista. Posljedica toga bit će njegova egzilizacija koja će trajati sve do pedesetih godina dvadesetog stoljeća.
Stvaralaštvo Thomasa Manna od kraja Prvog svjetskog rata pa sve do egzila obilježava rad kako na kraćim proznim i esejističkim tekstovima, tako i na opsežnijim djelima poput romana Der Zauberberg i pripovijetke Mario und der Zauberer. Ein tragisches Reiseerlebnis. No i u egzilu Mann ne odlaže svoje pero, već između ostalog dovršava dvadesetih godina započeti četverodijelni ciklus romana Josip i njegova braća, piše roman Lotte u Weimaru, kao i pripovijetku das Zakon. Nakon Drugog svjetskog rata objavljuje romane Doktor Faustus, Izabrani, kao i svoj posljednji veliki roman Bekenntnisse des Hochstaplers Felix Krull (hr. Ispovijedi varalice Felixa Krulla).
Manna na putovanju po Europi krajem lipnja 1952. godine sustiže glasina da je simpatizer sovjetskog režima, pa se iz predostrožnosti s obitelji stalno nastanjuje u Švicarskoj. I nadalje neprestano zaokupljen koncipiranjem svojih djela, publicističkih priloga, prijemima i javnim predavanjima, Thomas Mann u srpnju 1955. godine obolijeva od tromboze da bi svoje pero definitivno odložio 12. kolovoza te iste godine u ciriškoj kantonalnoj bolnici.

## Djela

### Romani
- Buddenbrookovi (Buddenbrooks - Verfall einer Familie) - 1901.
- Kraljevska Visost (Königliche Hoheit) - 1909.
- Čudesna gora (Der Zauberberg) - 1924.
- Joseph und seine Brüder (tetralogija 1933. – 1943.)
  - Die Geschichten Jaakobs - 1933.
  - Der junge Joseph - 1934.
  - Joseph in Ägypten - 1936.
  - Joseph der Ernährer - 1943.
- Lotte in Weimar - 1939.
- Doktor Faustus - 1947.
- Der Erwählte - 1951.
- Ispovijedi varalice Felixa Krulla (Bekenntnisse des Hochstaplers Felix Krull) - 1954.

### Pripovijetke
- Vision (1893.)
- Gefallen (1894.)
- Der Wille zum Glück (1896.)
- Der kleine Herr Friedemann (1897.)
- Der Tod (1897.)
- Der Bajazzo (1897.)
- Enttäuschung (1898.)
- Tobias Mindernickel (1898.)
- Der Kleiderschrank. Eine Geschichte voller Rätsel (1899.)
- Gerächt (1899.)
- Luischen (1900.)
- Der Weg zum Friedhof (1900.)
- Gladius Dei (1902.)
- Tristan (1903.)
- Die Hungernden (1903.)
- Tonio Kröger (1903.)
- Das Wunderkind (1903.)
- Ein Glück (1904.)
- Schwere Stunde (1905.)
- Wälsungenblut (1906.)
- Anekdote (1908.)
- Das Eisenbahnunglück (1909.)
- Wie Jappe und Do Escobar sich prügelten (1911.)
- Der Tod in Venedig (1912.)
- Beim Propheten (1914.)
- Herr und Hund. Ein Idyll (1919.)
- Unordnung und frühes Leid (1925.)
- Mario und der Zauberer. Ein tragisches Reiseerlebnis (1930.)
- Der Knabe Henoch (1934.)
- Die vertauschten Köpfe. Eine indische Legende (1940.)
- Das Gesetz (1943.)
- Die Betrogene (1953.)